# 本頓鎮區 (密歇根州希博伊根縣)
本頓鎮區（英語：Benton Township）是位於美國密歇根州希博伊根縣的一個行政鎮區。

## 地方資料
本頓鎮區的面積為161.60平方千米，當中陸地面積為151.90平方千米，而水域面積為9.70平方千米。根據2020年美國人口普查的數據，當地共有人口3133人，而人口密度為每平方千米19.39人。